# Шайн Пелагея Федорівна
Пелаге́я Федорівна Шайн (до шлюбу Са́нникова) (1894—1956) — радянська астрономка. Перша жінка, котра відкрила малу планету 1112 Полонія, (15 серпня 1928 року). Всього Пелагея Шайн відкрила 19 малих планет.

## Біографія
Народилася у 1894 році у селі Попово-Останіно Усольського повіту. Закінчила Половодівську початкову школу, Солікамську гімназію, відтак поступила на фізико-математичне відділення Вищих жіночих (Бестужевських) курсів у Санкт-Петербурзі.
У 1918 році повернулась у Усольський повіт, де викладала математику у заводській школі. Пізніше переїхала у Томськ, де познайомилася з астрономом Григорієм Шайном.
З 1921 року працювала у Пулківській обсерваторії, у 1925 році переведена у її Симеїзьке відділення, котре відтак увійшло до складу Кримської астрофізичної обсерваторії, де й вона пропрацювала до кінця життя.
Перша в світі жінка, котра відкрила малу планету 1112 Полонія, (15 серпня 1928 року). Всього Пелагея Шайн відкрила 19 малих планет. У 1949 році відкрила короткоперіодичну комету Шайн — Шалдеха. Відкрила також понад 150 нових змінних зірок. Вела роботи з фотометрії і кольорометрії зір.
Нагороджена орденом Леніна (1953).
За прийомну дочку мала племінницю — Віру Федорівну Клочихіну (у шлюбі з В. А. Амбарцумяном).
| Відкриті астероїди: 19 | Відкриті астероїди: 19 |
| ---------------------- | ---------------------- |
| (1112) Полонія         | 15 серпня 1928         |
| (1113) Катя            | 15 серпня 1928         |
| (1120) Каннонія        | 11 вересня 1928        |
| (1121) Наташа          | 11 вересня 1928        |
| (1369) Останіна        | 27 серпня 1935         |
| (1387) Кама            | 27 серпня 1935         |
| (1390) Абастумані      | 3 жовтня 1935          |
| (1475) Ялта            | 21 вересня 1935        |
| (1610) Мирна           | 11 вересня 1928        |
| (1648) Шайна           | 5 вересня 1935         |
| (1654) Боєва           | 8 жовтня 1931          |
| (1735) ІТА             | 10 вересня 1948        |
| (1954) Кукаркін        | 15 серпня 1952         |
| (1987) Каплан          | 11 вересня 1952        |
| (2108) Отто Шмідт      | 4 жовтня 1948          |
| (2445) Блажко          | 3 жовтня 1935          |
| (3080) Моіссєєв        | 3 жовтня 1935          |
| (3958) Комендантів     | 10 жовтня 1953         |
| (5533) Багров          | 21 вересня 1935        |

## Пам'ять
Ім'ям Пелагеї Шайн названа мала планета 1190 Пелагея, відкрита Г. Н. Неуйміним 20 вересня 1930 року в Симеїзькій обсерваторії.